# Yaha (distrito)
Yaha (em tailandês: ยะหา) é um distrito da província de Yala, no sul da Tailândia.

## História
O distrito foi criado em 1907, sendo desmembrado da área do distrito de Mueang Yala.